# 石桥街道 (杭州市)
石桥街道，中国浙江省杭州市拱墅区所辖的一个街道办事处。面积9.73平方公里，总人口7.5万。

## 辖区
石桥街道下辖以下地区：
天堂园社区、华丰社区、石桥社区、杨家社区、永丰社区、景荣社区、景安社区和华中社区。